# Cypraea mus
Cypraea mus är en snäckart som beskrevs av Carl von Linné 1758. Cypraea mus ingår i släktet Cypraea och familjen Cypraeidae.

## Underarter
Arten delas in i följande underarter:
- C. m. bicornis
- C. m. tuberculata

## Bildgalleri

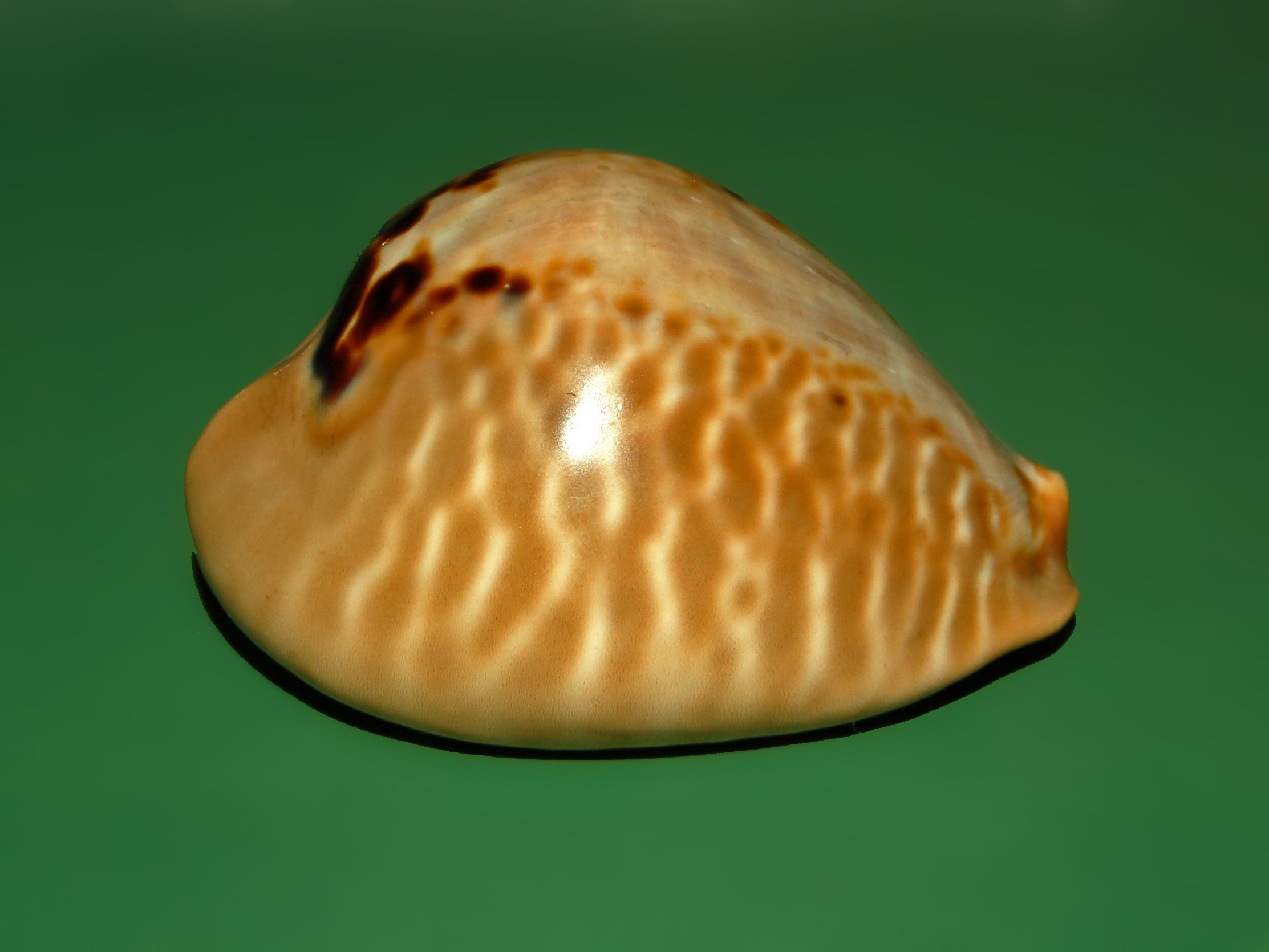
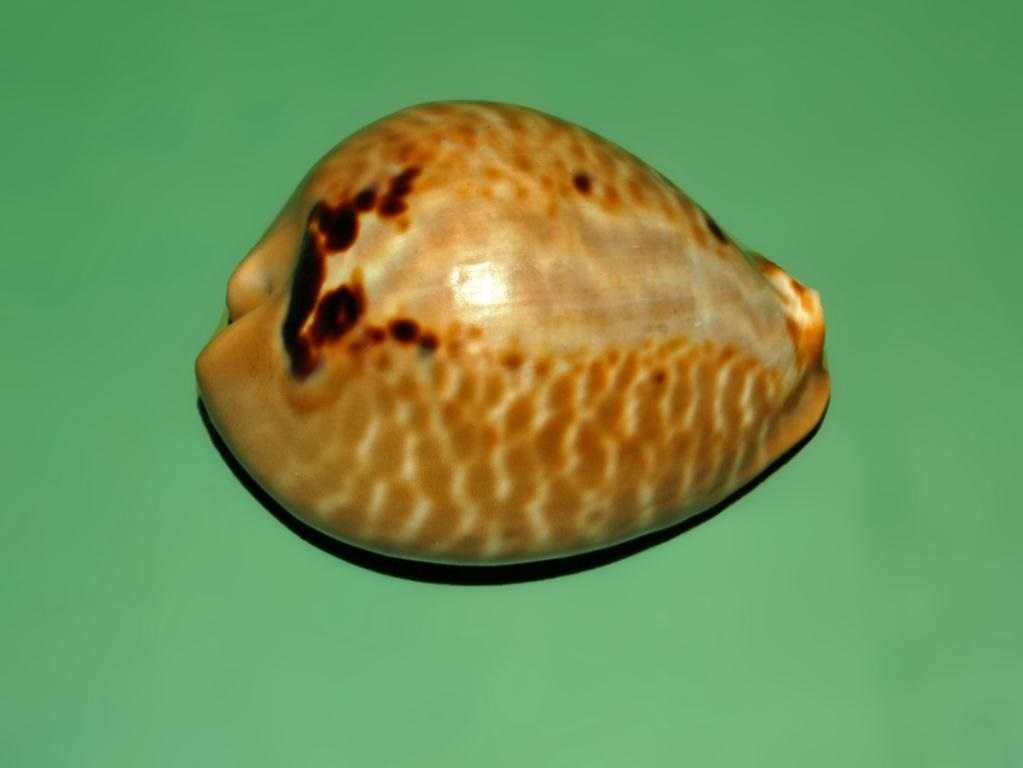
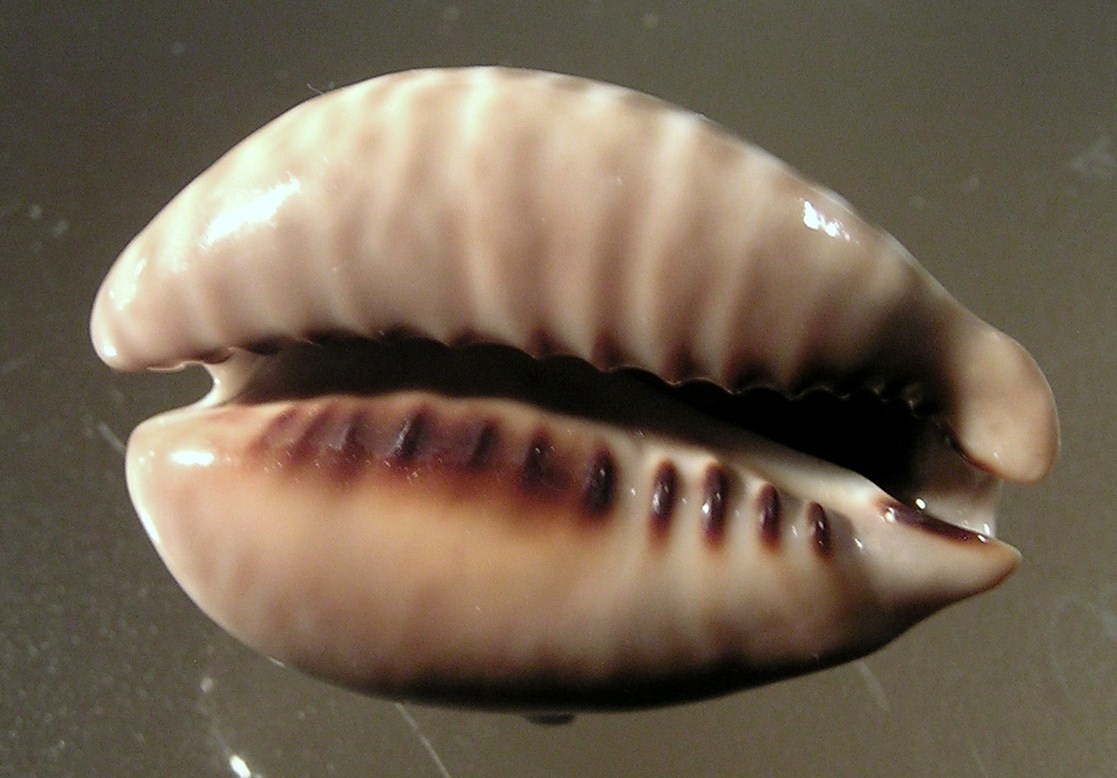